# Montuïri
Montuïri (hiszp. Montuiri)  – gmina w Hiszpanii, w prowincji Baleary, we wspólnocie autonomicznej Balearów, o powierzchni 41,13 km². W 2011 roku gmina liczyła 2855 mieszkańców.